# Malik McLemore
Malik Jordan McLemore (* 16. Januar 1997 in Wiesbaden) ist ein deutsch-US-amerikanischer Fußballspieler.

## Karriere
McLemore wurde in seiner Geburtsstadt Wiesbaden beim TuS Nordenstadt sowie beim SV Wehen ausgebildet und spielte anschließend noch ein Jahr in der A-Jugend des SV Gonsenheim. Für dessen Herrenmannschaft kam er in der Folge auf 16 Einsätze in der Oberliga Rheinland-Pfalz/Saar sowie ein Spiel im Südwestpokal. Im Sommer 2017 folgte ein Wechsel nach Oberfranken zur SpVgg Bayern Hof. Der Flügelstürmer absolvierte 62 Pflichtspiele in der Bayernliga sowie im bayerischen Landespokal, in denen ihm 15 Tore sowie zehn Assists gelangen. Aufgrund einer Sprunggelenksverletzung verpasste er den Abschluss der Saison 2018/19, die Hof als Tabellensiebter beendete.
Nach zwei Jahren in Hof wechselte McLemore nach Mittelfranken und erhielt einen Einjahresvertrag bei der SpVgg Greuther Fürth, bei der er für die Regionalligamannschaft spielt. Am 25. Spieltag der Zweitligaspielzeit 2019/20 stand der Deutschamerikaner im Kader und wurde beim 1:1 gegen Kiel in der Schlussphase von Cheftrainer Stefan Leitl eingewechselt.
Nachdem er anschließend knapp zwei Monate ohne Verein war, unterschrieb er im September 2020 bis zum Ende der Spielzeit bei FSV Union Fürstenwalde in der Regionalliga Nordost. In der kommenden Saison wechselte er zum 1. FC Schweinfurt 05 in die Regionalliga Bayern. Nach zwei Jahren zog er 2023 weiter zum Südwest-Regionalligisten FSV Frankfurt. Am 31. Juli 2024 gab der Verein die sofortige Vertragsauflösung mit dem Spieler bekannt. Nach einer kurzen Zeit in den USA bei El Paso Locomotive wechselte er zurück nach Deutschland zum 1. FC Lokomotive Leipzig.